# Vitascoop

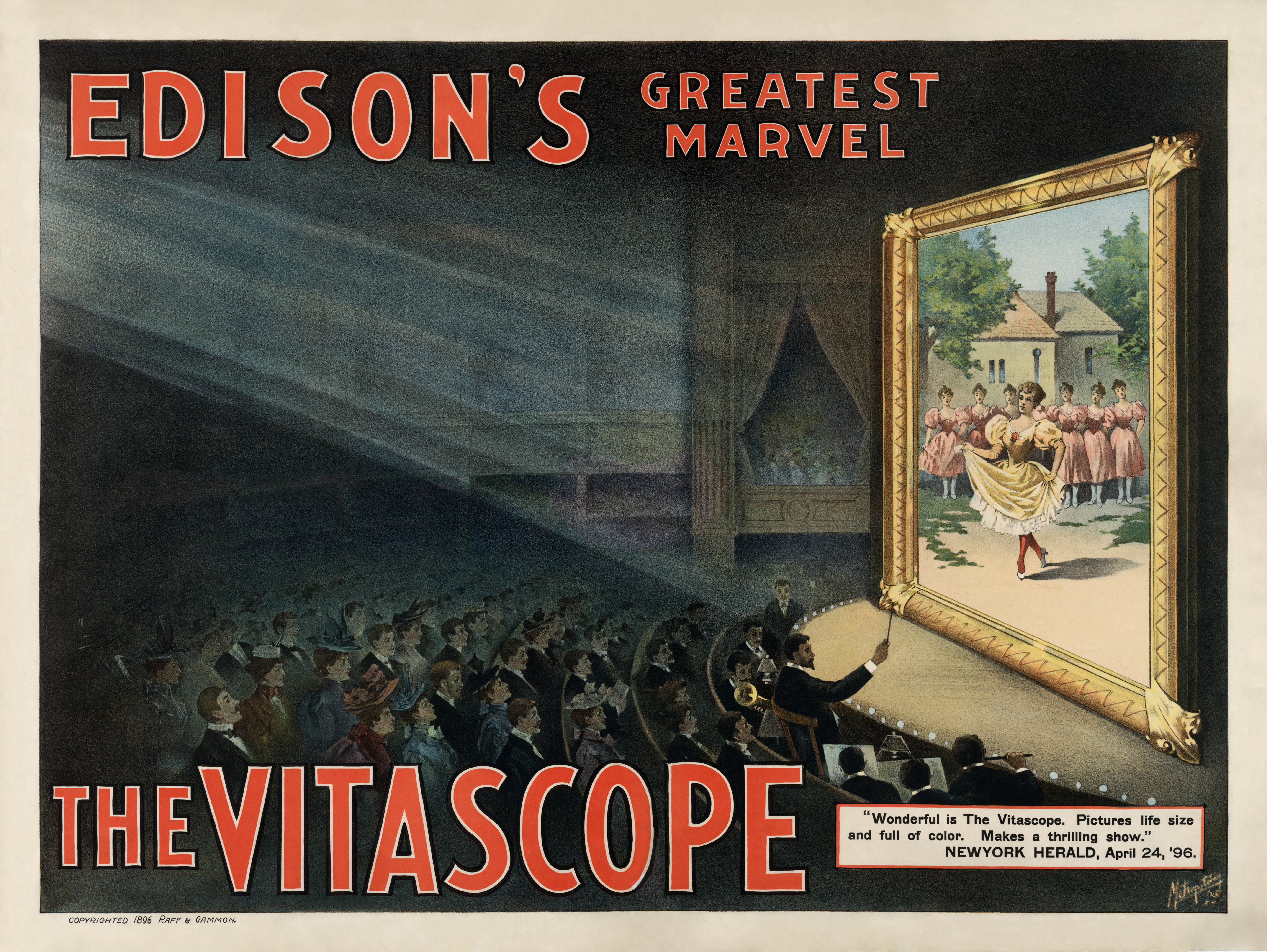
Reclame voor Edison’s vitascoop

Een vitascoop was een vroege filmprojector die voor het eerst gedemonstreerd werd in 1895 door Charles Francis Jenkins en Thomas Armat.

## Geschiedenis
Thomas Edison was niet snel geneigd om de winstgevende eenmans-kinetoscopen te vervangen, maar films op schermen geprojecteerd konden meer toeschouwers tegelijkertijd bereiken en zo nog meer winst opleveren. Jenkins vertoonde de vroegste gedocumenteerde projectie van een film met zijn "phantoscoop" in juni 1894 in Richmond (Indiana).
Woodville Latham en zonen, creëerde de "Eidoloscoop"-projector die publiekelijk in april 1895 werd gepresenteerd. In dezelfde periode hadden Jenkins en Armat wijzigingen toegebracht aan de door Jenkins gepatenteerde phantoscoop, die beelden via film en elektrisch licht op een muur of scherm projecteerde. Deze werd publiekelijk gedemonstreerd in Atlanta in de herfst van 1895 in de Cotton States Exposition. De twee gingen al snel uit elkaar en elk eiste de eer op voor de uitvinding. Armat verkocht de phantoscoop aan The Kinetoscope Company. De eigenaars Raff en Gammon realiseerden dat hun kinetoscoop wegens de snel voortschrijdende techniek op filmgebied op korte termijn tot het verleden zou behoren. Ze namen contact op met Edison en bereikten een overeenkomst met de Edison Manufacturing Company voor de productie van de machine en films er voor, op voorwaarde dat deze werd geadverteerd als een nieuwe uitvinding van Edison, genaamd de vitascoop.
De eerste voorstelling met de vitascoop vond op 23 april 1896 plaats in de Koster and Bial's Music Hall in New York. De Edison Company ontwikkelde intussen een eigen projector bekend als de projectoscoop of Projecting Kinetoscope in november 1896 ter vervanging van de vitascoop.